# Kurdische Medien
Die Kurden in ihrem traditionellen Siedlungsgebiet und in der Diaspora bevorzugen wie andere ethnische Gruppen auch ein Medienangebot in einer Sprache, die sie verstehen und welche aus ihrer Herkunftsregion Kurdistan berichten.

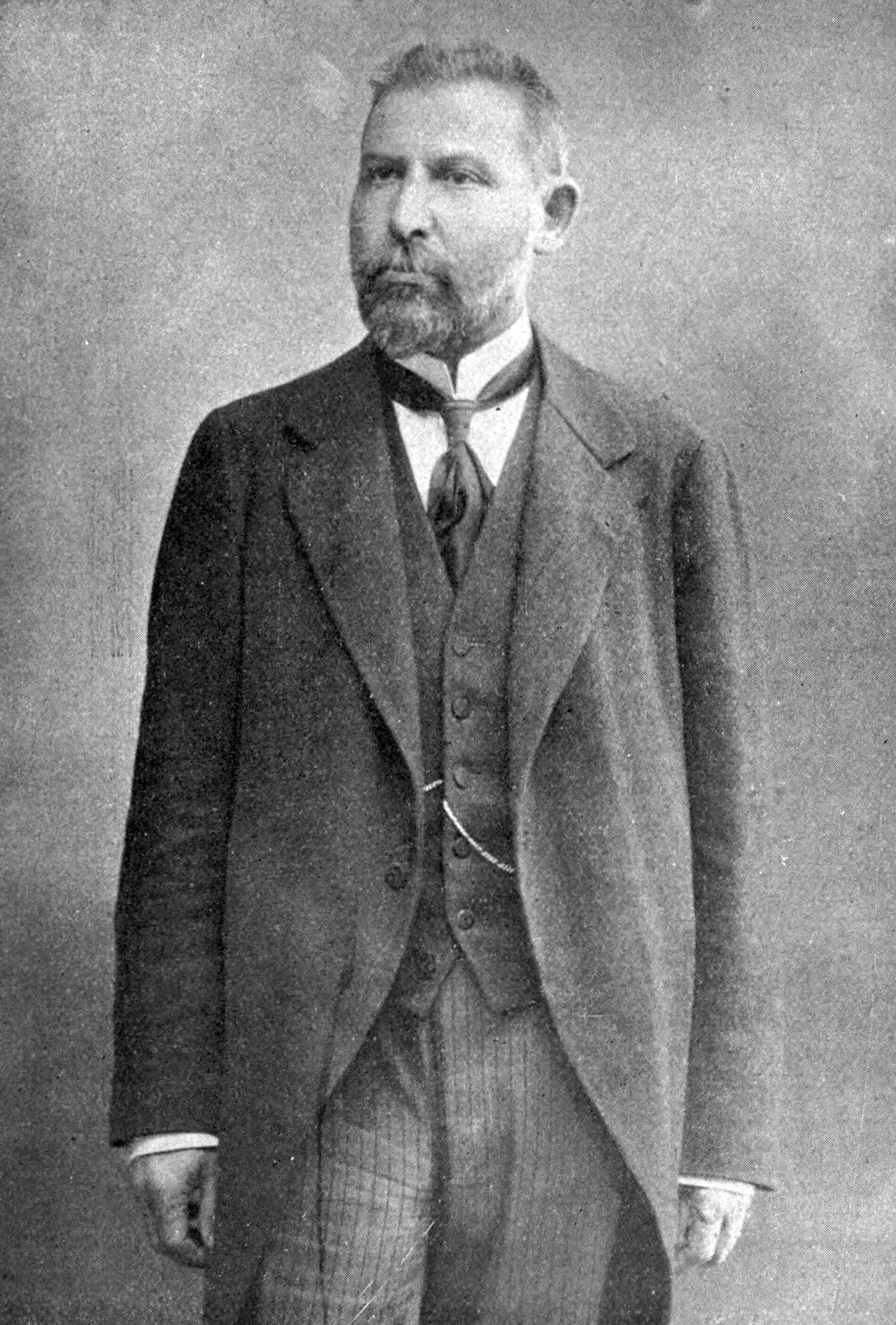
Der kurdischstämmige Intellektuelle Abdullah Cevdet

## Geschichte
Die kurdische Sprache hatte aufgrund einer fehlenden historischen kurdischen Eigenstaatlichkeit nicht die Möglichkeit, eine eigene reiche Schriftkultur zu entwickeln. Auch wenn Werke wie das Liebesepos Mem û Zîn des Gelehrten Ehmedê Xanî das kurdische Bewusstsein für eine eigenständige Literalität bestärkt haben dürften, so basierte die kurdische Sprache eher auf mündlichen Überlieferungen. Dies ist auch dem Umstand geschuldet, dass aufgrund der linguistischen, territorialen und kulturellen Zerrissenheit des kurdischen Volkes nie ein einheitliches kurdisches Bildungswesen entstehen konnte. Diese linguistische Zersplitterung des kurdischen Volkes erlaubte auch die Entstehung von voneinander unterschiedlichen Schriftsystemen in den jeweiligen Herkunftsländern: Während Kurden in der Türkei, in Syrien und in Armenien seit der Entwicklung des Kurmandschi-Alphabets in den 1930er Jahren hauptsächlich in lateinischer Schrift schreiben, nutzen Kurden im Irak und dem Iran größtenteils das mit arabischen Buchstaben geschriebene Sorani-Alphabet. Ihren Anfang nahmen moderne kurdischsprachige Publikationen im Osmanischen Reich, das den Großteil des kurdischen Siedlungsgebietes umfasste. So wurde die erste kurdischsprachige Zeitschrift mit dem Namen "Kurdistan" im Jahr 1898 in Kairo herausgegeben. Insbesondere osmanische kurdische Intellektuelle wie der Arzt und Poet Abdullah Cevdet, der geistliche Führer Said Nursi sowie die Schriftsteller Süreyya Bedirxan und Celadet Ali Bedirxan bemühten sich um die Etablierung eines kurdischen Bildungswesens. Ein Wunsch, der nach dem Zerfall des Osmanischen Reiches auch in den Nachfolgestaaten auf dem kurdischen Siedlungsgebiet nicht erfüllt werden konnte.
Die dem Osmanischen Reich folgenden Nationalstaaten wie die arabischen Staaten Syrien und der Irak oder die moderne Türkei waren nicht an einer Förderung der kurdischen Kultur interessiert. Im Gegenteil war die kurdische Sprache in allen Staaten starken Repressionen ausgesetzt. Dies erklärt auch, warum das Exil und die kurdische Diaspora schon immer eine überragende Rolle für kurdische Veröffentlichungen gespielt hat. In der Geschichte der kurdischen Publikationen war es bisweilen über Jahrzehnte hinweg nur im Ausland möglich zu schreiben. Lange war es für die Kurden in der Türkischen Republik nicht möglich, Publikationen in ihrer eigenen Sprache zu veröffentlichen. Veröffentlichungen in Kurmandschi erschienen daher überwiegend in den Teilen Europas, in denen Kurden in der Diaspora vertreten waren. Viele kurdische Schriftsteller, die wegen ihrer Arbeiten ihre Heimat verlassen mussten, haben erst in der Migration die Möglichkeit gefunden, frei zu schreiben. Manche Kurden lernen erst im Exil (z. B. in Europa), ihre kurdische Sprache als Schriftsprache zu nutzen.

## Medien
Massenmedien spielen bei der Konstituierung einer Nation eine bedeutende Rolle. Kurdisch-nationalistische Bewegungen haben diese Möglichkeit stets zu nutzen gewusst.

### Kurdische Medien in der Türkei
In der Türkei ist die kurdische Sprache erst seit Reformen im Jahr 1991 im öffentlichen Leben wieder zugelassen. Durch Reformen der Regierung unter dem türkischen Staatspräsidenten Recep Tayyip Erdoğan sind wichtige Reformen in Kraft getreten, welche die Situation der kurdischen Minderheit im Land deutlich verbesserten. So dürfen Fernseh- und Radiosendungen nach anfänglichen Zeitlimits nun auch zeitlich unbegrenzt in kurdischer Sprache ausgestrahlt werden. Beispielsweise sendet seit dem ersten Januar 2009 der staatliche Sender TRT Kurdî 24 Stunden auf kurdischer Sprache. Die Sendungen laufen teilweise auch mit türkischen Untertiteln. Auch im Hörfunk erfuhr die kurdische Sprache mit der Gründung der kurdischsprachigen Radiostation "Türkiyenin Sesi" erstmals eine staatliche Unterstützung.
Im Jahr 2013 wurde mit dem Artikel 222 des Türkischen Strafgesetzes das Verbot vom nichttürkischen Buchstaben vollständig aufgehoben. Der Artikel sah eine Strafe zwischen 2 und 6 Monaten Haft vor, wenn jemand gegen das türkische Buchstabengesetz aus dem Jahr 1928 verstoßen hatte. Dieses Gesetz bezog sich hierbei insbesondere auf die Buchstaben q,w und x, welche im kurdischen aber nicht im türkischen Alphabet vorhanden sind. Eine staatliche geförderte Bildungssprache wurde das Kurdische in der Türkei schließlich mit der Einführung der kurdischen Sprachen Kurmandschi und Zazaki als Wahlfächer an staatlichen Schulen und Universitäten im Jahr 2014.
Nach dem Putschversuch 2016, wurden viele Nachrichten- und Presseagenturen, Fernsehsender und Radiostationen, darunter auch kurdischsprachige Medien, im Rahmen der Maßnahmen von der türkischen Regierung verboten und aufgelöst.

## Fernsehkanäle
Aus Europa und dem Nahen Osten senden folgende kurdische TV-Stationen. Die Bezeichnung Südkurdistan wird für den südlichen Teil Kurdistans und zugleich für die autonome Region Kurdistan verwendet. Nordkurdistan bezeichnet den nördlichen Teil Kurdistans, der in der Türkei liegt. Und Ostkurdistan beschreibt den östlichen Teil Kurdistans, der sich im Iran befindet, wohingegen Westkurdistan den Teil in Syrien bezeichnet.
| Sendername        | Sparte           | Sitz           | Sendestart | Eigentümer                     | Kurdischer Dialekt                       | Teil Kurdistans                                   |
| ----------------- | ---------------- | -------------- | ---------- | ------------------------------ | ---------------------------------------- | ------------------------------------------------- |
| Rûdaw             | Nachrichten      | Arbil (Hewler) |            | Rudaw Media Company            | Sorani u. Kurmandschi                    | Südkurdistan/Nordirak (Autonome Region Kurdistan) |
| NRT               | Nachrichten      | Sulaimaniyya   |            | Nalia Group                    | Sorani u. Kurmandschi                    | Südkurdistan/Nordirak (Autonome Region Kurdistan) |
| NRT 2             | Unterhaltung     | Sulaimaniyya   |            | Nalia Group                    | Sorani u. Kurmandschi                    | Südkurdistan/Nordirak (Autonome Region Kurdistan) |
| Kurdistan TV      | Vollprogramm     | Arbil (Hewler) | 1999       | Regionale Regierung Kurdistans | Sorani u. Kurmandschi                    | Südkurdistan/Nordirak (Autonome Region Kurdistan) |
| KNN               | Nachrichten      | Sulaimaniyya   | 2008       | Wusha Corp.                    | überwiegend Sorani                       | Südkurdistan/Nordirak (Autonome Region Kurdistan) |
| Zagros TV         | Vollprogramm     | Arbil (Hewler) | 2007       | PUK                            | Arabisch                                 | Südkurdistan/Nordirak (Autonome Region Kurdistan) |
| KurdSat           | Vollprogramm     | Sulaimaniyya   | 2000       | PUK                            | überwiegend Sorani                       | Südkurdistan/Nordirak (Autonome Region Kurdistan) |
| KurdSat News      | Nachrichten      | Sulaimaniyya   |            | PUK                            | überwiegend Sorani                       | Südkurdistan/Nordirak (Autonome Region Kurdistan) |
| Pelistank         | Kinder           | Duhok          | 2012       |                                | überwiegend Kurmandschi                  | Südkurdistan/Nordirak (Autonome Region Kurdistan) |
| WAAR              | Vollprogramm     | Duhok          | 2013       | WAAR Media                     | Kurmandschi                              | Südkurdistan/Nordirak (Autonome Region Kurdistan) |
| WAAR Sport        | Sport            | Duhok          | 2013       | WAAR Media                     | Kurmandschi                              | Südkurdistan/Nordirak (Autonome Region Kurdistan) |
| Jamawar Kurdistan |                  |                |            |                                | Sorani                                   | Südkurdistan/Nordirak (Autonome Region Kurdistan) |
| Korek             | Musik            | Arbil (Hewler) |            | Korek Telecom                  | Sorani u. Kurmandschi                    | Südkurdistan/Nordirak (Autonome Region Kurdistan) |
| VIN               | Musik            | Duhok          | 2007       | Vin Group                      | Sorani u. Kurmandschi                    | Südkurdistan/Nordirak (Autonome Region Kurdistan) |
| Speda             | Religion         | Arbil (Hewler) |            |                                | Kurmandschi                              | Südkurdistan/Nordirak (Autonome Region Kurdistan) |
| KurdMax           | Filme, Serien    | Arbil (Hewler) | 2014       |                                | Sorani u. Kurmandschi                    | Südkurdistan/Nordirak (Autonome Region Kurdistan) |
| KurdMax Show      | Filme, Serien    | Erbil (Hewler) |            |                                | Sorani u. Kurmandschi                    | Südkurdistan/Nordirak (Autonome Region Kurdistan) |
| KurdMax Music     | Musik            | Erbil (Hewler) |            |                                | Sorani u. Kurmandschi                    | Südkurdistan/Nordirak (Autonome Region Kurdistan) |
| Payam             | Religion         | Sulaimaniyya   |            |                                | Kurmandschi                              | Südkurdistan/Nordirak (Autonome Region Kurdistan) |
| GK Sport          | Sport            | Sulaimaniyya   |            |                                | Sorani                                   | Südkurdistan/Nordirak (Autonome Region Kurdistan) |
| Delal TV          | Regionalprogramm | Zaxo           |            |                                | Kurmandschi                              | Südkurdistan/Nordirak (Autonome Region Kurdistan) |
| Geli Kurdistan    | Vollprogramm     |                |            | PUK                            | Sorani u. Kurmandschi                    | Südkurdistan/Nordirak (Autonome Region Kurdistan) |
| Duhok TV          | Regionalprogramm | Duhok          |            |                                | Kurmandschi                              | Südkurdistan/Nordirak (Autonome Region Kurdistan) |
| Komala            |                  |                |            |                                | Sorani                                   | Südkurdistan/Nordirak (Autonome Region Kurdistan) |
| GK Slemani        | Regionalprogramm | Sulaimaniyya   |            |                                | Sorani                                   | Südkurdistan/Nordirak (Autonome Region Kurdistan) |
| GemKurd           | Filme, Serien    |                |            |                                | Sorani u. Kurmandschi                    | Südkurdistan/Nordirak (Autonome Region Kurdistan) |
| Hawler            | Regionalprogramm | Arbil (Hewler) |            |                                | Sorani                                   | Südkurdistan/Nordirak (Autonome Region Kurdistan) |
| Newroz            | Musik            |                |            |                                | Sorani u. Kurmandschi                    | Ostkurdistan/Westiran                             |
| Rojhelat TV       | Vollprogramm     |                |            |                                | Sorani                                   | Ostkurdistan/Westiran                             |
| AsoSat            | Vollprogramm     |                |            |                                | Sorani                                   | Ostkurdistan/Westiran                             |
| KurdChannel       |                  |                |            |                                | Sorani                                   | Ostkurdistan/Westiran                             |
| KMTV              | Musik            |                |            |                                | Sorani u. Kurmandschi                    | Ostkurdistan/Westiran                             |
| Tishk             |                  | Paris          |            |                                | Sorani, Kurmandschi, Hawrami u. Persisch | Ostkurdistan/Westiran                             |
| Azad              |                  |                |            |                                | Kurmandschi                              | Ostkurdistan/Westiran                             |
| KlikSat           |                  |                |            |                                | Sorani                                   | Ostkurdistan/Westiran                             |
| Ronahî TV         | Vollprogramm     | Schweden       |            |                                | Kurmandschi                              | Westkurdistan/Nordsyrien                          |
| Rojava            |                  |                |            |                                | Kurmandschi                              | Westkurdistan/Nordsyrien                          |
| TRT Kurdî         | Vollprogramm     | Türkei         | 2009       | Türkischer Staat               | Kurmandschi                              | Nordkurdistan/Südosttürkei                        |
| Dunya TV          |                  |                |            |                                | Kurmandschi                              | Nordkurdistan/Südosttürkei                        |
| Dijle             |                  |                |            |                                | Kurmandschi                              | Nordkurdistan/Südosttürkei                        |
| Denge             | Musik            |                |            |                                | Kurmandschi                              | Nordkurdistan/Südosttürkei                        |
| Çira TV           | Religion         | Deutschland    |            |                                | Kurmandschi                              | Nordkurdistan/Südosttürkei                        |
| Kurd 1            |                  | Paris          |            |                                | Kurmandschi                              | Nordkurdistan/Südosttürkei                        |
| Sterk             |                  |                |            |                                | Kurmandschi                              | Nordkurdistan/Südosttürkei                        |
| Gerilla           |                  |                |            |                                | Kurmandschi                              | Nordkurdistan/Südosttürkei                        |
| Zarok             | Kinder           |                |            |                                | Kurmandschi                              | Nordkurdistan/Südosttürkei                        |
| Govend            | Musik            |                |            |                                | Kurmandschi                              | Nordkurdistan/Südosttürkei                        |
| Batman            | Regionalprogramm |                |            |                                | Kurmandschi                              | Nordkurdistan/Südosttürkei                        |
| Evin TV           | Musik            |                |            |                                | Kurmandschi                              | Nordkurdistan/Südosttürkei                        |
| Roj TV            | Vollprogramm     | Dänemark       | 2004       | Mesopotamia Broadcast A/S      | Kurmandschi                              | Nordkurdistan/Südosttürkei                        |
| KurdMax Pepûle    | Kinder           |                |            |                                | Kurmandschi                              | Nordkurdistan/Südosttürkei                        |
| Zaza              |                  |                |            |                                | Zazaki                                   | Nordkurdistan/Südosttürkei                        |
| Med Nuce          | Nachrichten      |                |            |                                | Kurmandschi                              | Nordkurdistan/Südosttürkei                        |
| Med Music         | Musik            |                |            |                                | Kurmandschi                              | Nordkurdistan/Südosttürkei                        |

## Radio
- Dengê Mezopotamya (steht dem PKK-nahen Fernsehsender Roj TV nah)
- Vin Radio (Radio von VinTV)
- Kurd FM (unabhängig, sendet Musik in allen Kurdischen Sprachen)
- Zagros Radio (Radio von Zagros TV)
- Radio Rojava (Radio vom Kurdischen Nationalkongress (KNK))

## Zeitungen
- Yeni Özgür Politika (steht der PKK nah)
- Kurdistani Nwe (steht der PUK nah)[9]
- Hawlati[9]
- Avesta Kurd[9]
- Serxwebûn (steht der PKK nah)

## Nachrichtenagentur
- Dicle Haber Ajansı (2002–2016), Istanbul
- Mezopotamya Ajansı, Istanbul
- JINHA (2010–2016), Diyarbakir; 2021 Neugründung in Schweden
- Firat News Agency, Amsterdam

### Radiosender
- Dengê Mezopotamya
- VinTV Radio
- Kurd FM
- Zagros Radio
- Radio Rojava